# Telmatoscopus syncretus
Telmatoscopus syncretus är en tvåvingeart som beskrevs av Quate 1967. Telmatoscopus syncretus ingår i släktet Telmatoscopus och familjen fjärilsmyggor. Inga underarter finns listade i Catalogue of Life.